# 松村潔
松村潔（まつむら きよし）1953年3月13日（72歳）は日本の占星術師。西洋占星術、タロット、神秘哲学、精神世界の研究を専門とする。

## 著書

### ～2000年
- 『超霊力サビアン占い』二見書房　1991
- 『神秘のサビアン占星術』学習研究社　1991
- 『私は宇宙人を知っている』ベストセラーズ　1991
- 『愛を占うサビアン・アストロロジー』ファンハウス　1991
- 『ハーモニクス占星術』学習研究社　1992
- 『ホロスコープ・メッセージ』ベストセラーズ　1994
- 『占星術リラックスダイエット』ベストセラーズ　1994
- 『占星術研究会』シャングリラ・プレス（星雲社）　1995
- 『占星術のシクミがわかる本』シャングリラ・プレス　1996
- 『最新占星術入門』学習研究社　1996
- 『意識の10の階梯』ヴォイス　1998
- 『女性の生きかたは、惑星にあらわれる』ヴォイス　1999
- 『オモシロインターネット占いサイト完全大集合！』バウハウス　2000

### 2001～2010年
- 『未来事典』角川書店　2002
- 『数の原理で読むタロットカード』星和書店　2003
- 『最新占星術入門 増補改訂版』学習研究社　2003
- 『「不運」占い』PHP研究所　2003
- 『運命を導く東京星図』ダイヤモンド社　2003
- 『決定版！！サビアン占星術』学習研究社　2004
- 『神秘のサビアン占星術 増補改訂版』学習研究社　2004
- 『完全マスター西洋占星術』説話社　2004
- 『ムーン・ダイアリー'05』技術評論社　2004
- 『心を探る色彩マップ』飯塚書店　2005
- 『魂をもっと自由にするタロットリーディング』説話社　2005
- 『ムーン・ダイアリー'06』技術評論社　2005
- 『日本人はなぜ狐を信仰するのか』講談社　2006
- 『72星座でわかるウンケミ相性占い』講談社　2006
- 『スピリチュアル・オーラ練習帳』九天社　2006
- 『倍音の占星術、ハーモニックアストロロジー』　ブイツーソリューション自費出版　2007
- 『牡羊座について 2007年版』ブイツーソリューション　2007
- 『たましいのこと』ユビキタ・スタジオ　2007
- 『牡牛座について 2007年版』ブイツーソリューション　2007
- 『サン・ダイアリー'08』技術評論社　2007
- 『ムーン・ダイアリー'08』技術評論社　2007
- 『スピリチュアル・オーラの強化書』九天社　2007
- 『シンフォニー』オレゴンファーム・ブイツーソリューション　2008
- 『大アルカナで展開するタロットリーディング 実践編』説話社　2008
- 『ムーン・ダイアリー’09』技術評論社　2008
- 『サン・ダイアリー’09』技術評論社　2008
- 『松村潔オリジナルTarot2008』オレゴンファーム　2008
- 『ムーン・ダイアリー'10』技術評論社　2009
- 『タロット解釈大事典』説話社　2009
- 『みんなで！アカシックリーディング』説話社　2010
- 『タロットパスワーク実践マニュアル』説話社　2010
- 『トランシット占星術』説話社　2010
- 『パワースポットがわかる本』説話社　2010
- 『死後を生きる』アールズ出版　2010

### 2011～2020年
- 『水晶透視ができる本』説話社　2011
- 『エーテル体に目覚める本』アールズ出版　2011
- 『ヘリオセントリック占星術』説話社　2011
- 『ムーン・ダイアリー'12』技術評論社　2011
- 『精神世界の教科書』アールズ出版　2012
- 『ムーン・ダイアリー'13』技術評論社　2012
- 『「月星座」占星術入門』技術評論社　2012
- 『ディグリー占星術』説話社　2012
- 『黒曜石でスクライイング』kindleセルフ出版　2012
- 『スターラインズとしての銀河鉄道の夜』kindleセルフ出版　2012
- 『世界の卵スプレッドでタロット占い』kindleセルフ出版　2013
- 『世界の卵スプレッドでタロット占い2』kindleセルフ出版　2013
- 『ノストラダムス式にホロスコープを読む』kindleセルフ出版　2013
- 『マノン・レスコーと作曲家のホロスコープ』kindleセルフ出版　2013
- 『インテグラル・ヒプノ独習マニュアル』説話社　2013
- 『倍音の占星術』2007年自費出版したものを、kindleで再度セルフ出版　2013
- 『アメリカでブルース・モーエンと話をした』kindleセルフ出版　2013
- 『第二の身体』kindleセルフ出版　2013
- 『ロンドン旅行記』kindleセルフ出版　2013
- 『東経８２度あたりで』kindleセルフ出版　2013
- 『ムーン・ダイアリー'14』技術評論社　2013
- 『クラウドスプレッドタロットリーディング』説話社　2014
- 『日本占星天文歴 1900-2050』実業之日本社　2014
- 『ムーン・ダイアリー'15』技術評論社　2014
- 『土星占星術講座』技術評論社　2014
- 『三次元占星術』説話社　2015
- 『わたしの運命がわかる地球星座占い』角川書店　2015
- 『ムーン・ダイアリー'16』技術評論社　2015
- 『火星占星術講座』技術評論社　2015
- 『精神宇宙探索講座マニュアル』kindleセルフ出版　2015
- 『完全マスター西洋占星術ll』説話社　2016
- 『ムーン・ダイアリー'17』技術評論社　2016
- 『月星座占星術講座』技術評論社　2016
- 『ボディアストロロジー』説話社　2016
- 『愛蔵版 サビアン占星術』学研プラス　2016
- 『精神宇宙探索記』ナチュラルスピリット　2017
- 『アスペクト解釈大事典』説話社　2017
- 『みんなの幽体離脱』アールズ出版　2017
- 『宇宙魂に目覚め、自分の魂の星を旅する』アールズ出版　2017
- 『ムーン・ダイアリー'18』技術評論社　2017
- 『タロットカードはスターピープルの宇宙への帰還のマニュアル』kindle出版　2017
- 『進化のためのタロット1』kindle出版　2018
- 『分身トゥルパをつくって次元を超える』ナチュラルスピリット　2018、296頁
- 『タロットカード動画をテキスト化』kindleセルフ出版　2018
- 『タロットの神秘と解釈』説話社　2018
- 『ムーン・ダイアリー'19』技術評論社　2018
- 『松村潔 奇想掌編集』レッド・シューズ・パブリッシング　2018
- 『夢を使って宇宙に飛び出そう』ナチュラルスピリット　2019
- 『松村潔の日記1』kindle出版　2019
- 『松村潔の日記2』kindle出版　2019
- 『松村潔の日記3』kindle出版　2019
- 『トゥバン図書館』レッド・シューズ・パブリッシング　2019
- 『トランスサタニアン占星術』説話社　2019
- 『松村潔の日記4』kindle出版　2019
- 『増補改訂 決定版 最新占星術入門』学研プラス　2019、437頁
- 『夢探索』説話社　2019、296頁
- 『ムーン・ダイアリー'20』技術評論社　2019
- 『西洋占星術哲学』説話社　2019、820頁
- 『タロット哲学』説話社　2020、568頁
- 『サビアンシンボルをアカシックレコードに』kindle出版・note出版　2020
- 『サビアンアカシック(2)』kindle出版・note出版　2020
- 『サビアンシンボルをアカシックリーディングに(3)』kindle出版・note出版　2020
- 『サビアンシンボルでアカシックリーディングする(4)～(7)』kindle出版・note出版　2020
- 『人間は宇宙船だ』ナチュラルスピリット　2020、416頁

### 2021年～
- 『サビアンシンボルでアカシックリーディングする(8)～(49)』kindle出版・note出版 2021
- 『愛蔵版 サビアン占星術』ワン・パブリッシング　2021、784頁
- 『ムーン・ダイアリー'22』技術評論社　2021
- 『合本 タロットリーディング』説話社　2021、744頁
- 『サビアンシンボルでアカシックリーディングする(50)～(58)』　kindle出版・note出版 2022
- 『7つのコスモス(1)〜(7)』　kindle出版・note出版　2022
- 『冥想と夢見(1)〜(26)』　kindle出版・note出版　2022
- 『5つの生命の樹とパスワーク(1)〜(3)』　Kindle出版・note出版　2022～2023
- 『5つの生命の樹とラーの目』　Kindle出版・note出版　2023、73頁
- 『四元素を整理する』　Kindle出版・note出版　2023、79頁
- 『ありのまま見る冥想』　kindle出版・note出版　2023、80頁
- 『暗闇メソッド』　Kindle出版・note出版　2023、82頁
- 『アンタレス、アキュメン、アキュレウス』　Kindle出版・note出版　2023、78頁
- 『人物カード(小アルカナ)』　Kindle出版・note出版　2023、96頁
- 『裏太陽系』　kindle出版・note出版　2023、137頁
- 『人間のすべてをあらわす占星術』　説話社　2024、256項
- 『七つのコスモス　―プロトコスモスからミクロコスモスまでの極限の宇宙哲学―』　ナチュラルスピリット　2025、200頁
- 『可変サイデリアル占星術１: ～アルシオンとシリウス編～』　説話社　2025、262頁
- 『可変サイデリアル占星術２: ～オリオンとトゥバン編～』　説話社　2025、266頁
- 『情操を育成する音楽』　説話社　2025、180頁
- 『可変サイデリアル占星術３: ～北斗七星編～』　説話社　2025、262頁

## 共著・監修

### 共著
- 鏡リュウジ共著　『1999をぶっとばせ』アスペクト　1996
- 牧野千穂共著　『旅する72星座占い』講談社　2004
- 来夢共著　『誕生日大辞典』三笠書房　2009
- まるの日圭共著　『ヘミシンクで「人生は変えられる」のか？』中央公論新社　2012
- ブルース・モーエン共著　『死後の世界と宇宙の謎をめぐる対話』　アールズ出版　2012
- 辛酸なめ子共著　『人間関係占星術講座』技術評論社　2013
- キャメレオン竹田共著　『占星術が教えてくれる相性のひみつ』日本実業出版社　2018
- 芳垣宗久・倉本和朋共著　『マンディーン占星術』説話社　2019
- 高野尚子共著　『ヘリオセントリック占星術-基本構造編』kindle版　2024、144項

### 監修
- 牧野朝子　『不思議となかよくする本』ファンハウス　1991
- まついなつき・占い鑑定団　『驚くほど当たる占い完全ガイド』講談社　2002
- まついなつき　『しあわせ占星術』情報センター出版局　2002
- 神谷充彦　『あなたの夢を実現する魔法の絵―実践パワーアート・レッスン』 学習研究社　2008
- まついなつき　『改訂版 しあわせ占星術』KADOKAWA　2015
- まついなつき　『新版 しあわせ占星術』KADOKAWA　2019

## 主な連載誌
- 岩戸開き（ナチュラルスピリット）
- My Calendar（説話社）：その話、松村先生に聞いてみました
- スターピープル・オンライン（ナチュラルスピリット）：星人語録
- ムー（学研）